# Vickers-Armstrongs
Pour les articles homonymes, voir Vickers (homonymie).
Vickers-Armstrongs Limited était un conglomérat d'entreprises d'ingénierie britannique fondé par la fusion de Vickers Limited et de Sir W G Armstrong Whitworth & Company en 1927. La majorité des sociétés a été nationalisée au cours des années 1960 et 1970, le reste formant Vickers plc à partir de 1977.

## Historique
En 1927, Vickers fusionne avec une compagnie d'ingénierie, la compagnie Armstrong Whitworth du bassin industriel de Tyne et Wear, elle-même née de la fusion des constructeurs W. G. Armstrong et J. Whitworth ; cette absorption donne naissance au groupe industriel « Vickers-Armstrongs, Ltd ». Les deux compagnies s'étaient développées dans les mêmes secteurs de l'armement et de la construction navale : Armstrong-Whitworth Co. avait une usine de pièces d'artillerie à Elswick (en) et des chantiers navals à High Walker (en) sur la rivière Tyne. Ce dernier devint le Naval Yard, de la nouvelle compagnie et ceux de Vickers sur la côte ouest de la Grande-Bretagne devinrent les Naval Construction Yard. 
En 1929, les chemins de fer possédés par la compagnie fusionnée et ceux de Cammell Laird formèrent le Metropolitan Cammell Carriage and Wagon (MCCW).
La division aéronautique de Armstrong Whitworth resta indépendante et devint en 1928 la « Vickers (Aviation) Ltd ». L'acquisition de la compagnie Supermarine, qui deviendra célèbre grâce à son Supermarine Spitfire durant la Seconde Guerre mondiale, se fit sous le nom de Supermarine Aviation Works (Vickers) Ltd. Finalement la fusion des deux entités en 1938, sous le nom de « Vickers-Armstrongs (Aircraft) Ltd », se fit sans changer la liste des noms de produits d'aucune des deux.